# Belén, Nariño
Belén är en ort i Colombia.   Den ligger i departementet Nariño, i den sydvästra delen av landet, 500 km sydväst om huvudstaden Bogotá. Belén ligger 2 413 meter över havet och antalet invånare är 3 131.
Terrängen runt Belén är kuperad åt sydväst, men åt nordost är den bergig. Runt Belén är det tätbefolkat, med 257 invånare per kvadratkilometer. Närmaste större samhälle är La Unión, 8,7 km väster om Belén. I omgivningarna runt Belén växer i huvudsak städsegrön lövskog.